# مری بث پیل
مری بث پیل (انگلیسی: Mary Beth Peil؛ زادهٔ ۲۵ ژوئن ۱۹۴۰) یک هنرپیشه تئاتر، سینما و تلویزیون و همچنین خواننده اهل ایالات متحده آمریکا است.

## گزیدهٔ آثار

### سینما
- آینه‌ها (۲۰۰۸)
- پرچم‌های پدران ما (۲۰۰۶)
- زیبایی موازی (۲۰۱۶)
- اینجا و الان (۲۰۱۸)

### تلویزیون
- همسر خوب (۲۰۱۴–۲۰۰۹)
- فرینج (۲۰۰۹)
- قانون و نظم: واحد قربانیان ویژه (۲۰۰۵)
- قانون و نظم (۱۹۹۴)